# Fabula
Il termine fabula, introdotto dai formalisti russi, indica l'insieme degli avvenimenti che compone una narrazione, visto nel rispetto dell'ordine causale e cronologico, e considerato nei suoi rapporti interni. La fabula si contrappone all'intreccio (sjužet), che rinvia al modo peculiare in cui il narratore organizza la materia (ad esempio, infrangendo l'ordine cronologico degli avvenimenti o comprimendo ed espandendo il tempo del racconto nel tempo della narrazione).

## Fabula e intreccio
La fabula è l'insieme degli elementi di una storia considerati nel loro ordine logico e cronologico. È l'autore della fabula che decide come collocare le varie scene nella narrazione. L'autore può infatti raccontare una storia sia rispettando la fabula, cioè mantenendo l'ordine naturale degli eventi, sia montandoli in modo personale, secondo un ordine artificiale, per ottenere particolari effetti narrativi come la suspense.
Solitamente ciò non accade nelle favole e nelle fiabe per bambini, allo scopo di semplificarne la lettura da parte di un pubblico così giovane.
La fabula si distingue quindi dall'intreccio, che è l'insieme degli eventi della storia nella successione in cui l'autore li ha voluti disporre.
Quando fabula e intreccio non coincidono emergono anacronie, quali le analessi e le prolessi.
Le analessi (o regressioni, che nel cinema sono denominate flashback), sono racconti di fatti accaduti in precedenza (ricordi, esperienze passate, memorie, ecc..) rispetto alla vicenda narrata. 
Le prolessi (che nel cinema sono denominate flashforward) sono invece le anticipazioni di eventi successivi.

## Sequenze
La fabula, o più in generale, un testo narrativo, può essere suddiviso in sequenze, ovvero in unità di testo dotate di autonomia sintattica e contenutistica.
Le sequenze sono di vario tipo:
- narrative: sono le parti 'dinamiche' del racconto che determinano lo svolgimento dell'azione, quindi raccontano fatti e azioni; sono sequenze più accentuate nei racconti d'azione e d'avventura;
- descrittive: sono pause narrative, parti del racconto 'statiche', che servono a descrivere persone, paesaggi, animali e oggetti; si trovano largamente nei romanzi fantasy, di fantascienza, nei romanzi gialli e nei romanzi storici;
- riflessive: sono le parti del racconto in cui sono riportati i pensieri, i ragionamenti, le considerazioni del narratore o dei personaggi della storia; sono pause narrative, sequenze 'statiche', che si trovano molto di frequente nei romanzi storici, gialli e psicologici;
- espressive: sono parti del testo in cui sono riportati gli stati d'animo, le emozioni, i sentimenti dei personaggi; sono sequenze 'statiche', pause narrative importanti nei romanzi psicologici;
- dialogate, o dialogiche: sono le parti del racconto in cui il narratore lascia la parola ai personaggi attraverso il dialogo, riportato con il discorso diretto; sono sequenze 'dinamiche', perché fanno procedere la vicenda, frequenti in tutti i generi di testo narrativo.

Esistono anche le 'sequenze miste': sono quelle in cui sono presenti due o più tipi differenti.

## Schema logico della fabula
La narratologia, richiamandosi agli studi sulle fiabe russe elaborati da Vladimir Propp, propone come strumento di analisi della struttura del testo narrativo uno schema logico (o struttura tipo) che sviluppa cinque fasi.
Situazione iniziale
È la parte descrittiva di presentazione dei personaggi, dei luoghi, ecc; in essa è spesso presente una situazione di equilibrio; la vicenda non è ancora cominciata. Nelle fiabe inizia con "C'era una volta...". Se non è presente la situazione iniziale e il testo propone subito i personaggi in azione si dice che inizia in medias res, cioè "in mezzo ai fatti".
Rottura dell'equilibrio (o 'esordio', nella fiaba 'complicazione')
Sequenza narrativa che racconta l'evento che modifica la situazione di equilibrio iniziale e dà il via alla storia.
Evoluzione della vicenda (nella fiaba 'peripezie dell'eroe')
Una o più sequenze di diverso tipo narrano fatti che modificano di volta in volta la situazione dei personaggi principali; tali fatti possono tradursi in un miglioramento o in un peggioramento della situazione del protagonista.
All'apice dell'evoluzione della vicenda si arriva alla spannung, che in tedesco significa 'momento di massima tensione'. Il termine viene usato in narratologia per indicare una fase della vicenda in cui il protagonista vive un momento drammatico, che può condurlo alla vittoria o alla sconfitta; spesso l'azione culmina o precipita - ma non necessariamente - in un colpo di scena risolutivo. Di regola la spannung conclude l'evoluzione della vicenda ed è seguita dallo scioglimento.
Scioglimento (o 'ristabilimento dell'equilibrio')
Si tratta della fine della storia. È una sequenza narrativa in cui tutto si risolve in bene oppure in male e si ristabilisce un equilibrio, uguale o diverso rispetto a quello iniziale. Se manca lo scioglimento il testo narrativo ha un finale aperto.
Situazione finale (o coda)
È il "vissero felici e contenti" delle fiabe: descrive/racconta il futuro dei personaggi rispetto alla storia narrata nel racconto. Tuttavia, non di rado nella letteratura horror ma anche in altri tipi di romanzi, non esiste un lieto fine, bensì un finale "neutro" o addirittura dove è il male a prevalere sul bene.